# Bońkowo Kościelne
Bońkowo Kościelne – wieś sołecka w Polsce położona w województwie mazowieckim, w powiecie mławskim, w gminie Radzanów.
| SIMC    | Nazwa           | Rodzaj    |
| ------- | --------------- | --------- |
| 0124200 | Bońkowo-Kolonia | część wsi |